# 유식설
유식설(唯識說)은 인간의 현실존재를 구성하고 있는 여러 가지 법은 실유(實有)가 아니고, 그 실상(實相)은 공(空)이라고 본다. 하지만, 무차별하고 한결같은 공의 차원에 의거하여 다양하지만 일정하게 질서있는 현실의 모든 차별상이 나타난다고 할 수는 없다고 주장한다. 모든 종류의 법이 현재 있는 것과 같이 성립하기 위해서는 각각 공에 근거된 원인이 있지 않으면 안 된다고 본다. 그리고 그 원인은 이미 가능성의 상태에서 존재한다고 보며 그것을 종자라고 부른다. 유식설에서, 종자라고 하는 것은 법을 나타나게 하는 가능력을 말한다. 이와 같은 가능력이 순수한 정신작용 즉 식(識)이라고 유식설은 주장한다.
유식설에 따르면, 식이라는 것은 대상을 분별하여 아는 작용이다. 만유는 식에 의하여 현현(顯現)한 것에 불과한 것이라고 유식설은 주장한다. 이 동향을 식체의 전변이라고 한다. 식체가 전변하여 세 가지 종류의 식을 성립시킨다. 첫째로 아라야식은 근본식이라고도 하는 것인데, 이는 제법의 종자가 된다. 둘째로 사량의 작용을 하는 말나식으로서, 말나식은 아라야식에 의존하여 일어나지만 아라야식을 대상으로 하여 아집을 일으킨다. 셋째로 안식 · 이식 · 비식 · 설식 · 신식 · 의식의 6식인데 각각 색 · 성 · 향 · 미 · 촉 · 법을 인식한다.
그런데 자기의 대상을 공(空)이라고 깨달아 실재하는 것을 인정하지 않을 경우에는 마음은 유식성(唯識性)에 존재한다. 이와 같은 경지에 도달한 수행자는 생사(生死)와 열반(涅槃)을 상이한 별개의 것으로 보지 않기 때문에 그 어느 것에도 존재하지 않는다.
그는 진여의 지혜(반야 · 보리)를 소유하고 있기 때문에 생사의 차원에서 존재되지 않는다. 또한 자비를 갖고 있기 때문에 중생을 구제하는 일에 노력하여 권태함이 없으며, 열반에 머무르는 일도 없다. 구체적인 덕목으로서는 6도를 실천한다.

## 같이 보기
- 유가행파
- 중관파
- 공

## 참고 문헌
- 이 문서에는 다음커뮤니케이션(현 카카오)에서 GFDL 또는 CC-SA 라이선스로 배포한 글로벌 세계대백과사전의 "동양사상 > 동양의 사상 > 인도의 사상 > 불교 > 유식파 > 유식설" 항목을 기초로 작성된 글이 포함되어 있습니다.